# 蓝氏宗祠 (石椅村)
蓝氏宗祠，位于中国福建省漳浦县赤岭畲族乡石椅村，为一个省级文物保护单位，类型为古建筑，为第七批福建省文物保护单位，公布时间为2009年11月16日。
蓝氏宗祠的历史年代为明、清。